# Зубайраєв Ярагі Магомадович
Ярагі Магомадович Зубайра́єв (нар. 22 жовтня 1917 — пом. 18 вересня 1980, Грозний) — чеченський радянський актор і режисер.

## Біографія
Народився 22 жовтня 1917 року в бідній чеченській селянській сім'ї. Упродовж 1933—1936 років навчався в театральних студіях при Чечено-Інгуському театрі та Театрі імені Руставелі (педагоги Сандро Ахметелі, Акакій Хорава, Акакій Васадзе).
У 1936—1944 роках — актор Чечено-Інгуського театру в Грозному. Під час німецько-радянської війни з театром виступав перед бійцями Червоної армії. 1944 року був депортований із Чечні і у 1944—1946 роках працював у Південно-Казахстанському російському театрі. З 1958 року знову працював у Чечено-Інгуському театрі. Помер у Грозному 18 вересня 1980 року.

## Творчість
У театрі зіграв ролі:
- Кочкарьов («Одруження» Миколи Гоголя);
- Сганарель («Лікар мимоволі» Мольєра);
- Братишка («Шторм» Володимира Білль-Білоцерковського);
- Мулла («Петімат» Саїда Бадуєва);
- Вахушті («Хоробрий Кікіла» Георгія Нахуцрішвілі та Бориса Гамрекелі);
- Мулла («Мірза Усач» Нурдіна Музаєва);
- Татарин («На дні» Максима Горького);
- Алі («Горянка» Расула Гамзатова);
- Умалт («Совдат і Дауд» Абдула Хамідова).

У 1959 році, як режисер, поставив виставу «Пісня Софії» Раїси Хубецової та Георгія Хугаєва.
Знявся у художніх фільмах:
- «Козаки», роль чеченця (1961);
- «Земля батьків», в епізоді (1966)[2].

## Відзнаки
- Заслужений артист Чечено-Інгуської АРСР з 1940 року[1];
- Народний артист Чечено-Інгуської АРСР з 30 червня 1943 року ("за зразкове обслуговування частин Червоної армії у дні Великої Вітчизняної війни"у[1]);
- Заслужений артист РРФСР з 25 травня 1960 року;
- Народний артист РРФСР з 9 жовтня 1978 року[1].